# Randy Moller
Randall W. „Randy“ Moller (* 23. August 1963 in Red Deer, Alberta) ist ein ehemaliger kanadischer Eishockeyspieler, der im Verlauf seiner aktiven Karriere zwischen 1982 und 1995 unter anderem 893 Spiele für die Nordiques de Québec, New York Rangers, Buffalo Sabres und Florida Panthers in der National Hockey League (NHL) auf der Position des Verteidigers bestritten hat. Sein älterer Bruder Mike Moller war ebenfalls professioneller Eishockeyspieler und in der NHL aktiv. Gemeinsam gewann das Brüderpaar mit der kanadischen U20-Nationalmannschaft bei der Junioren-Weltmeisterschaft 1982 die Goldmedaille.

## Karriere
Moller begann seine Juniorenkarriere im Jahr 1979 bei den Red Deer Rustlers in der Alberta Junior Hockey League (AJHL). In dieser Saison absolvierte er auch zwei Spiele für die Billings Bighorns in der höherklassigen Western Hockey League (WHL), gewann aber mit den Rustlers das Double bestehend aus der Carling O’Keefe Trophy der AJHL und dem Centennial Cup der gesamten Canadian Junior Hockey League (CJHL). Zur Saison 1980/81 wechselte er innerhalb der WHL zu den Lethbridge Broncos. Nach der Saison wurde der Verteidiger im NHL Entry Draft 1981 von den Nordiques de Québec aus der National Hockey League (NHL) in der ersten Runde an der insgesamt elften Position ausgewählt.
Seinen ersten Einsatz für die Nordiques hatte er in den Stanley-Cup-Playoffs 1982, ehe der Stürmer in der Saison 1982/83 den Sprung in die Stammmannschaft schaffte und regelmäßig bei den Nordiques eingesetzt wurde. Nach insgesamt sieben Jahren in der Organisation der Nordiques wechselte Moller im Oktober 1989 im Tausch für Michel Petit zu den New York Rangers. Dort verbrachte er die folgenden drei Jahre. In der Saison 1991/92 bestritt Moller einige Spiele für das Farmteam der Rangers, die Binghamton Rangers in der American Hockey League (AHL). Zum Ende der Spielzeit wechselte der Enforcer in einem Transfergeschäft im Tausch für Jay Wells zu den Buffalo Sabres und brachte dort das Spieljahr zu Ende. Ebenso gehörte er in den folgenden beiden Spielzeiten bis zum Sommer 1994 dem Franchise an.
Im Sommer 1994 schloss sich Moller als Free Agent den Florida Panthers an und absolvierte dort die durch den Lockout verkürzte Saison 1994/95. Nachdem es ihm im Herbst nicht gelungen war, einen Kaderplatz bei den Panthers zu erhalten und er ins Farmteam Cincinnati Cyclones in die International Hockey League (IHL) abgeschoben werden sollte, beendete er im Alter von 32 Jahren seine aktive Karriere. Anschließend erhielt er dort den Posten des Vice President of Broadcasting & Panthers Alumni sowie des Play-by-Play-Radiokommentators.

### International
Moller vertrat sein Heimatland mit der kanadischen U20-Nationalmannschaft bei der Junioren-Weltmeisterschaft 1982 in den Vereinigten Staaten und Kanada. Er konnte in sieben Spielen drei Assists verbuchen und mit der Mannschaft den Gewinn der Goldmedaille feiern. Sein Bruder Mike Moller gehörte ebenfalls zum kanadischen Team.

## Erfolge und Auszeichnungen
- 1980 Carling-O’Keefe-Trophy-Gewinn mit den Red Deer Rustlers
- 1980 Centennial-Cup-Gewinn mit den Red Deer Rustlers
- 1980 Centennial Cup All-Star Team
- 1982 WHL Second All-Star Team

### International
- 1982 Goldmedaille bei der Junioren-Weltmeisterschaft

## Karrierestatistik

### International
Vertrat Kanada bei:
- Junioren-Weltmeisterschaft 1982

(Legende zur Spielerstatistik: Sp oder GP = absolvierte Spiele; T oder G = erzielte Tore; V oder A = erzielte Assists; Pkt oder Pts = erzielte Scorerpunkte; SM oder PIM = erhaltene Strafminuten; +/− = Plus/Minus-Bilanz; PP = erzielte Überzahltore; SH = erzielte Unterzahltore; GW = erzielte Siegtore; 1 Play-downs/Relegation; Kursiv: Statistik nicht vollständig)